# Битва при Моке
Битва на пустоши у деревни Мок (нидерл. Slag op de Mookerheide) — сражение первого периода нидерландской войны за независимость, произошедшее 14 апреля 1574 года.

## Предыстория
В 1573 году герцог Альба осадил ряд восставших городов в провинциях Голландия и Зеландия. Основной целью кампании 1574 года Вильгельм Оранский наметил деблокаду Лейдена. С этой целью Людвиг Нассауский, навербовав наёмников в Германии, должен был двинуться к Маастрихту, а в случае неудачи под Маастрихтом направиться в район Делфта на соединение с армией своего брата Вильгельма.
В конце февраля 1574 года наёмное войско (6 тысяч пехоты и 3 тысячи конницы) во главе с Людвигом во время сильной метели перешло Рейн и направилось к Маастрихту. По пути более тысячи наёмников дезертировало. Переправа через Маас оказалась невозможной из-за приближавшегося ледохода, и войско Людвига расположилось лагерем напротив Маастрихта. Испанцы, воспользовавшись отсутствием бдительности у противника, совершили внезапное нападение и нанесли урон в 700 человек убитыми. Людвиг увидел полную невозможность взятия Маастрихта, и стал сомневаться даже в возможности соединения с силами брата Вильгельма.
Тем временем герцог Альба был отозван в Испанию, а сменивший его в Нидерландах Луис де Рекезенс, получив сведения о замысле Оранского, приказал навербовать в Германии 8 тысяч конницы с соответствующим количеством пехоты; командование этими войсками было поручено дону Санчо д’Авила. Авила снял часть оккупационных войск из городов, усилил гарнизоны Антверпена, Гента, Нимвегена и Валансьена, и с остальными силами двинулся в направлении Маастрихта. Он намеревался не допустить вторжения войск Людвига в Брабант, а также соединения его в Голландии с силами Вильгельма, который сосредоточил на острове Боммел 6 тысяч пехоты.
Видя убыль своих сил и возрастание сил противника, Людвиг отказался от взятия Маастрихта, и 8 апреля двинулся на соединение с братом Вильгельмом по правому берегу Мааса. 13 апреля он, имея 6 тысяч пехоты и 2 тысячи конницы, расположился в районе деревни Мок. Бой с испанцами не входил в его расчёты, так как наёмники требовали выплаты задержанного жалования. Авила решил сорвать манёвр Людвига и преградить ему путь в Голландию. Для этого он двинулся по левому берегу Мааса, обогнал противника, построил понтонный мост через реку восточнее деревни Мок, переправился на правый берег Мааса и встал на пути у Людвига.
Разъезды доложили Людвигу, что испанцы находятся на расстоянии пушечного выстрела, и Людвиг был вынужден принять решение дать бой в невыгодной тактической обстановке (местность не позволяла ему использовать преимущество в коннице).

## Расстановка сил
Поле боя представляло собой узкую равнину между рекой Маас и грядой возвышенностей; посередине равнины располагалась деревушка Мок. У Авилы было 4 тысячи пехоты и менее тысячи всадников; в день боя к нему прибыло ещё около тысячи человек, а 15 апреля должно было подойти ещё 5 тысяч, но он не мог ждать, так как Людвиг мог уклониться от боя и уйти на соединение с братом.
Людвиг укрепил своё левое крыло глубокой траншеей от деревни Мок до реки Маас. За траншеей построилось 10 рот пехоты. В центре выстроились главные силы пехоты; на правом фланге четырьмя квадратами расположилась конница. Из-за недостатка места часть конницы размещалась на склоне небольшой высотки.
25 рот испанских копейщиков и аркебузеров построились четырьмя терциями, расположенными в одну линию, правый фланг которой был прикрыт рекой Маас. На левом крыле испанского расположения находилась конница, перед флангами которой были выдвинуты уступами вперёд небольшие отряды аркебузеров. Строй конницы имел форму полумесяца; в первых шеренгах находились карабинеры, а за ними — конные копейщики.

## Сражение
Рано утром 14 апреля испанцы небольшими силами атаковали пехоту Людвига на линии траншеи. В десять часов утра нидерландский военачальник приказал всем сигнальщикам трубить вызов противнику на бой. Авила колебался, так как часть командиров советовала ему выждать прибытия утром 15 апреля свежих войск.
Опасаясь упустить противника, Авила выслал дополнительные силы для атаки нидерландского левого крыла, в результате чего испанцы завладели траншеей и деревней Мок. Людвиг направил в бой отряд пехоты, выбивший испанцев из деревни. Авила приказал всем своим терциям атаковать пехоту Людвига, и испанцы вновь овладели деревней и траншеей. Видя поражение своей пехоты, Людвиг повёл в атаку свою конницу против слабой испанской конницы. Конные аркебузеры были сбиты первым натиском и в панике бежали, спасшиеся разнесли слух о поражении испанцев.
Так как карабинеры Людвига после первого выстрела должны были развернуться и отступить, чтобы перезарядить карабины, то испанские конные копейщики и немецкие кавалеристы, воспользовавшись этим моментом, бросились в контратаку и опрокинули нидерландскую конницу. Людвиг собрал остатки своей конницы и повёл их в последнюю атаку, в которой погиб сам. Нидерландское войско потеряло убитыми 4 тысячи человек, частью попало в плен, и лишь немногим удалось спастись бегством.

## Итоги
Вильгельм Оранский, потеряв большую часть своих войск, лишился возможности вести какие-либо активные действия. Вследствие мятежа, вспыхнувшего на следующий день после боя (испанское правительство задолжало наёмникам жалованье за три года), Авила также не смог реализовать полученное тактическое преимущество.